# ФК Њитра
ФК Њитра је словачки фудбалски клуб из града Њитре, који игра у Суперлиги. Основан међу првим клубовима 1909. године као 
„NYÖTTSO Nitra“. Од тада дванаест пута је мењао име да би од 1990. узео данашње ФК Нитра. Године 1961. Нитра је први пут учествовала у неком од европских такмичења. То је било такмичење у Митропа купу (Средњоевропски куп) под тадашњим именом Слован Њитра.
Иако клуб ове године слави 100 година од свог постојања у својој историји није имао већих успеха. Најбољи пласман је имао у Чехословачкој лиги када је 1962. освојио друго место.

## ФК Слован / ФК Њитра у европским такмичењима
| Сезона  | Такмичење     | Ранг       | Земља      | Клуб                     | Резултат |
| ------- | ------------- | ---------- | ---------- | ------------------------ | -------- |
| 1961    | Митропа куп   | група      | Чешка      | Црвена звезда Братислава | 4-3      |
|         |               | група      | Италија    | Торино                   | 5-1      |
|         |               | група      | Аустрија   | SV Stickstoff Linz       | 4-4      |
|         |               | полуфинале | Италија    | Удинезе                  | 4-3, 1-1 |
|         |               | Финале     | Италија    | Болоња                   | 2-2, 0-3 |
| 1989/90 | УЕФА куп      | 1 коло     | Њемачка    | 1. ФК Келн               | 1-4, 0-1 |
| 2006    | Интертото куп | 1 коло     | Луксембург | CS Grevenmacher          | 6-2, 6-0 |
|         |               | 2 коло     | Украјина   | Дњепро Дњепропетровск    | 2-1, 0-2 |
| 2008    | Интертото куп | 1 коло     | Азербејџан | Нефтчи Баку              | 0-2, 1-3 |